# Сухой Торец
Сухо́й Торе́ц (укр. Сухи́й Торе́ць) — река на Украине, протекает по Харьковской и Донецкой областям. Левый приток Казённого Торца (бассейн Северского Донца). Длина реки — 97 км, площадь водосборного бассейна — 1610 км².
Используется для водоснабжения и орошения.

## Течение
Истоки находятся в Лозовском районе Харьковской области в болоте, расположенному в балке Сухой Торец. Балка расположена между сёлами Дубовое и Ивановка.
В нижнем течении река протекает на территории города Славянска. Сухой Торец впадает в Казённый Торец. В месте слияния построена грунтовая дамба. В Барвенковском и Близнюковском районе на реке Сухой Торец образован гидрологический заказник «Семёновський» площадью 185,6 га.

## Притоки (от устья)
- Голая Долина (левый)[2]
- балка Терновая (левый)[3]
- Черкасская (левый)[2]
- балка Бородаевский Яр (правый)[3]
- Курулька (левый)[2]
- Бычок (правый)[3]
- Бобровая[2] в балке Бобровая (левый)[3]
- балка Терновая (правый)[3]
- балка Колоезная (левый)[3]
- балка Берестовая (правый)[3]
- балка Морозовка (правый)[3]
- Лукноваха (правый)[4]
- балка Широкая (левый)[4]
- балка Жудина (левый)[4]

## Населённые пункты на реке
Сухой Торец протекает через города Славянск Донецкой области и Барвенково Харьковской области, а также через сёла Гусаровка, Весёлое, Архангеловка, Подоловка, Даниловка, Благодатное, Александровка (Подоловский сельсовет) Изюмского района, Семеновка Лозовского района Харьковской области и села Краматорского района Донецкой области Майдан, Приволье, Прелестное, Троицкое, Черкасское, Андреевку и Былбасовку.

## Гидроним
Раньше верхняя часть реки называлась просто «Торец», а Казённый Торец — Тор. Название Торец происходит от летописного имени тюркских племен огузов — торки, которые в середине XI века перекочевали в черноморские степи.